# Obryte (kolonia w powiecie pułtuskim)
Obryte – kolonia w Polsce położona w województwie mazowieckim, w powiecie pułtuskim, w gminie Obryte.